# 越女
越女，生卒年不詳，春秋时期女剑客。原叫處女，明代《劍俠傳》中說她來自趙國，所以亦有「趙處女」一說，因越王句踐賜名「越女」（意為越國之女），所以後世稱她為「越女」。越女教習軍士劍法，助越王勾踐滅吳，越王稱其「當世莫有能勝越女之劍者」。

## 生平
越女的事蹟見載於东汉的《吳越春秋》和明代的《東周列國志》，相傳處女出身於南林（山陰縣南），不知道她的姓名，只知道她成長在深山中，沒有師傅的傳授，自然工於擊刺。越王句踐吃了大敗仗後，準備重整國家，並向上大夫范蠡詢問用兵行陣，范蠡聽說處女的劍法高超，於是就推薦越王勾踐延攬她來訓練士兵。
| “ | 其時越王又問相國范蠡曰：『孤有報復之謀，水戰則乘舟，陸行則乘輿。輿舟之利，頓於兵弩。今子為寡人謀事，莫不謬者乎？』范蠡對曰：『臣聞古之聖人，莫不習戰用兵。然行陣、隊伍、軍鼓之事，吉凶決在其工。今聞越有處女，出於南林，國人稱善。願王請之，立可見。』越王乃使使聘之，問以劍戟之術。 | ” |

處女到北面朝見越王，在路上碰到一個名叫袁公的人，他問處女說：「我聽說你善於舞劍，希望能看一下。」
| “ | 老翁即挽林內之竹，如摘腐草，欲以刺處女。竹折，末墮於地。處女即接取竹末，還刺老翁。老翁忽飛上樹，化為白猿，長嘯一聲而去。使者異之。 | ” |

勾踐召見處女，處女說道：「只要熟習我的劍法，便可以一擋百。因此只有要有一百人學會我的劍法，就可抵擋萬人。」勾踐對處女之言感到懷疑，所以命令她與100名士兵比武，結果她不但成功抵擋住百名士兵的攻擊，還將他們的長戟全部擊落於地。勾踐深感佩服。於是任用處女來訓練士兵。處女也不負重託，在1年內為越國培育了3000名精兵，而這批士兵就是打敗吳國的主力功臣之一。
後來勾踐被處女的美貌所吸引，想將她納入後宮，但處女不接受，在完成訓練士兵的任務後就回到故鄉南林。勾踐聞訊後緊急派使者召回處女，但卻找不其蹤影。
此外，東漢王充《論衡》的〈別通篇〉亦有一小段記載：
| “ | 劍伎之家，鬥戰必勝者，得曲城、越女之學也。兩敵相遭，一巧一拙，其必勝者，有術之家也。 | ” |

## 後世作品
冯梦龙在改编《三遂平妖傳》时，创作出九天玄女化身南林处女，下凡帮助越国讨伐吴国的故事。而《吴越春秋》中与越女试剑的袁公，在《新平妖傳》中成为了越女的徒弟，之后被贬白云洞看守天书。
《卅三劍客圖》又名《三十三劍客圖》是任熊的作品之一，據《唐宋傳奇小說》繪製。「趙處女」是《卅三劍客圖》的第一圖。作家金庸曾據此編寫成短篇小說《越女劍》。
《東周英雄傳3》為台灣漫畫家鄭問的系列作品《東周英雄傳》第三冊，內容的「英雄之二十一 好一朵荊蕀花」即是描寫這位春秋時期的女子。